# Georges Lorgeou
Georges Lorgeou, né le 17 juillet 1880 à Paris et mort le 5 mai 1957 au Mans, est un cycliste français.

## Carrière
Georges Lorgeou est coureur de 1901 à 1913. En 1903, il fait partie des coureurs inscrits au premier Tour de France (uniquement pour la  4e étape entre Toulouse et Bordeaux). Il est mobilisé pendant la Première Guerre mondiale.

## Palmarès

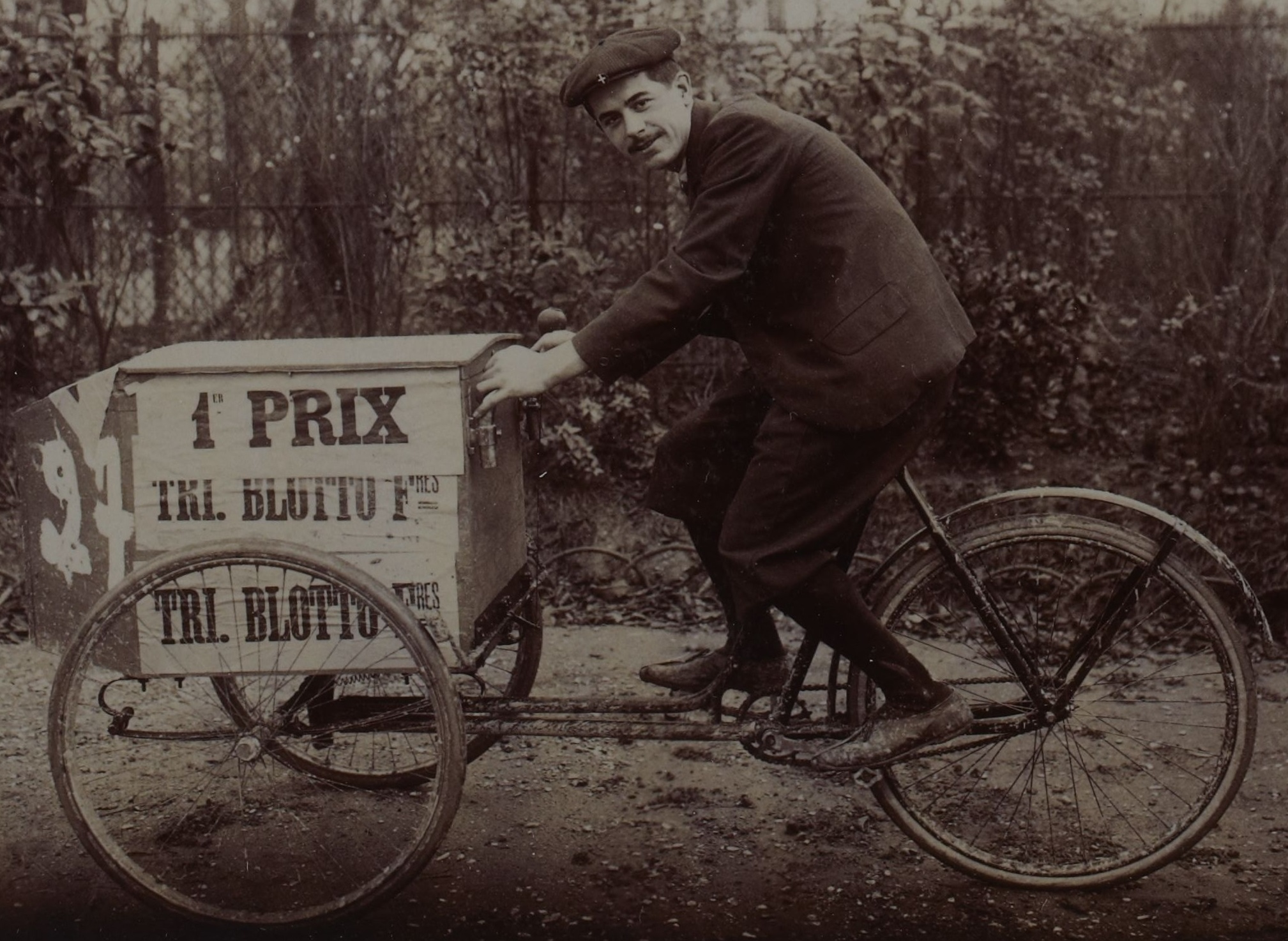
La Course de Tri-Porteurs de Paris en 1900 (victoire de Lorgeou)

- 1900
  - Championnat des triporteurs
- 1901
  - 2e de Paris-Tours
- 1903
  - 5e de Paris-Roubaix
- 1908
  - 2e de Paris-Roubaix
- 1909
  - 2e de Milan-Modène

### Résultats sur le Tour de France
- 1903 : participe uniquement à la 4e étape
- 1908 : abandon (5e étape)

### Vétéran
- Critérium des porteurs de journaux (vétérans) en 1926[5], 1928[6] et 1930[7].